# Joan Sawicki
Pour les articles homonymes, voir Sawicki.
Joan Marie Sawicki (née le 18 septembre 1945) est une femme politique canadienne de la Colombie-Britannique. Elle est députée provinciale néo-démocrate de la circonscription britanno-colombienne de Burnaby-Willingdon de 1991 à 2001.
Elle est ministre dans le cabinet des premiers ministres Glen Clark, Dan Miller et Ujjal Dosanjh au poste de ministre de l'Environnement, des Terres et des Parcs de juillet 1999 à novembre 2000.

## Biographie
Née à Burnaby et installée à Terrace en Colombie-Britannique, Sawicki fréquente l'université de Victoria et obtient une formation en enseignement en 1968, ainsi qu'une majeure en histoire et en géographie. Enseignante dans des écoles secondaires de Williams Lake et d'Armstrong, elle exerce aussi des fonctions de fonctionnaire et de consultante en aménagement du territoire dans la firme G. G. Runka Land Sense Ltd. de son conjoint Gary Runka en 1979.

### Carrière politique
Élue au conseil municipal de Burnaby en 1987, elle préside le comité sur l'environnement et la gestion des matières résiduelle où elle siège en tant qu'élue. Elle siège également au conseil similaire du Grand Vancouver, ainsi qu'au comité métropolitain de la santé.
Élue en 1991 après une première défaite en 1986 contre le ministre créditiste Elwood Veitch, elle est élue présidente de l'Assemblée législative de la Colombie-Britannique en mars 1992. Forcée de démissionner sous pression du premier ministre Michael Harcourt en 1994, elle est nommée secrétaire parlementaire du ministre des Affaires municipales, Darlene Marzari, en avril 1994 à mai 1996 où elle s'implique dans l'initiative du Bassin Georgia et siège à Centre international pour les villes durables. Réélu en 1996, elle demeure secrétaire parlementaire mais pour le ministre de l'Environnement, des Terres et des Parcs de juin 1996 à janvier 1998. Sawicki se retrouve en charge de l'expansion du système de consigne dans la province. Elle démissionne de cette fonction en raison d'un projet de développement du territoire soutenu par le gouvernement qui devait prendre place sur un territoires protégés et agricoles de Six Mile Ranch près de Kamloops.
Le 1er novembre 2000, elle annonce ne pas se représenter pour les élections de 2001. Après sa retraite, elle revient dans la firme de consultant de son conjoint. Jusqu'au décès de ce dernier, elle travaille à s'opposer à la perte de terres agricoles en raison du développement du Barrage du Site C.
Sawicki siège au conseil de direction de Conservation de la nature Canada pour la région de la Colombie-Britannique 2004 à 2010. Elle demeure active dans les causes environnementales, incluant du volontariat pour BC Parks et d'autres organisatismes à but non lucratif.